# Felsőorbova vára
Felsőorbova vára (horvátul: Vrbovački grad), várhely Horvátországban, az Újgradiska közelében fekvő Orbova község határában.

## Fekvése
A falutól 8 km-re északra, a Pozsegai-hegység erdővel borított lejtőin található a térképeken Stara Gradina névvel jelölt 416 méteres magaslat, melyet a nép Vrbovački grad, illetve Turski gradnak nevez. A magaslat aljában folyik a Maglaj-patak. Itt találhatók a középkori Felsőorbova várának maradványai.

## Története
A mai Orbova a középkorban két birtok volt. Felsőorbova a Maglaj-patak felső folyása mentén, míg Alsóorbova a pataktól keletre, délen pedig egészen a Száváig húzódott. Felsőorbova neve 1255-ben bukkan fel először az írott forrásban Demich és Rodova birtokok határleírásában „terra Wrbna” alakban.  Az 1250-es oklevélben Alsóorbován már a várat is megemlítik  a várjobbágyok Martonos nevű falujával kapcsolatban. Ennek a várnak a maradványai ma nincsenek meg, így pontos helyét sem lehet meghatározni. 
A Marton család kihaltával 1275-ben az alsóorbovai birtokot Erzsébet királyné Ivánka fia Benedeknek adományozta a Vetovo melletti Podgorje birtokáért cserébe. A dokumentumban a birtok határainál ismét megemlítik Felsőorbovát is. A birtokot a Száva erdő határolta és egy nagy út szelte át, valamint egy részén átfolyt az Orbova-patak. Orbovát a pápai tizedjegyzék kétszer is említi mint plébánia székhelyét. 1339-ben említik Orbova várát („castrum Orboua”), mely valószínűleg Felsőorbován állt, ahol egy Szent György tiszteletére szentelt templom volt található. Ez a templom a török időket is átvészelte, szemben az alsóorbovai Mindenszentek templommal, melyet leromboltak. Felsőorbova ekkor pozsegai várjobbágyok kezén volt. 1350 körül Lajos király arra az esetre, ha Orbova birtokosa Czimba István fiú utódok nélkül halna el, a várat a Garaiaknak ígérte és 1356-ban oda is adományozta. 1382-ben a Garaiak új adományul kapták Mária királynőtől és még 1408-ban is tulajdonuk volt. 1500-ban a a vár az Újlakiaké lett.
Orbovát az 1536-ban foglalta el a török, mely az alsóorbovai várat és templomot lerombolta. A felsőorbovai vár ugyan megmaradt, de a török időkben nem játszott jelentős szerepet. Később a császári katonai hatóságok helyreállították. A török veszély elmúltával jelentősége megszűnt, ezért pusztulni hagyták.

## A vár mai állapota
A hosszúkás gerinc keleti oldalát sánccal vágták át, míg a többi oldalon a vár természetes védettséget élvezett. A várból felszín feletti falak csak a délnyugati oldalon maradtak, melyek magassága helyenként eléri a két métert. A lelőhely központi részén a kövek mellett sok téglatöredék és cserép is előkerült. Figyelembe véve a leletek csekély voltát és szétszórtságát, valamint azt a tényt, hogy a felszíni leletek nem állnak rendelkezésre korukat a késő középkorra, a 13. és 15. század közötti időszakra datálták.